# Смоленско-Рославльская операция
Смоле́нско-Росла́вльская опера́ция — наступательная операция советских войск Западного фронта, проведённая 15 сентября — 2 октября 1943 года с целью завершить разгром группировки немецко-фашистских войск на смоленском и рославльском направлениях, освободить Смоленск и Рославль и развить наступление на Оршу и Могилёв.

## Положение сил
В результате Спас-Деменской операции и Ельнинско-Дорогобужской операции войска Западного фронта (31-я, 5-я, 10-я гвардейская, 33-я, 49-я, 10-я, 68-я и 21-я армии, 5-й механизированный корпус, 2-й гвардейский танковый корпус, 6-й и 3-й кавалерийские корпуса, 1-я воздушная армия; генерал-полковник В. Д. Соколовский) нанесли серьёзное поражение 4-й и 9-й армиям немецкой группы армий «Центр» (генерал-фельдмаршал Г. Клюге) и в начале сентября вышли на рубеж р. Устром и р. Десна, где противник занял заранее подготовленные позиции. После кратковременной подготовки фронт 15 сентября возобновил наступление.

## Планирование операции
Замысел советского командования предусматривал рядом фронтальных ударов расчленить противостоявшие силы противника и уничтожить их по частям при содействии Калининского фронта, который одновременно проводил Духовщинско-Демидовскую операцию. Главный удар фронт наносил в центре силами 10-й гвардейской, 21-й и 33-й армий в общем направлении на Починок, Оршу, вспомогательные удары — армиями правого крыла (31-я, 5-я и 68-я) на Смоленск и левого крыла (49-я и 10-я) на Рославль.

## Проведение операции
В первый день операции главная полоса обороны противника была прорвана почти на всех направлениях. Наступавшим войскам оказывали помощь партизаны. Немецкое командование было вынуждено начать отвод основных сил группы армий «Центр» к Смоленску. 16 сентября соединения 31-й армии овладели г. Ярцево. 23 сентября советские войска перерезали железную и шоссейную дороги Смоленск — Рославль и охватили вражескую группировку в районе Смоленска с юга: силами 164 сд 33-й армии был взят город Починок. 25 сентября соединения 31-й и 5-й армий, форсировав с ходу Днепр, освободили Смоленск, а соединения 10-й армии — Рославль. Ко 2 октября войска Западного фронта вышли на рубеж восточнее Чаусы, где по приказу ставки ВГК прекратили наступление.

## Результаты операции
В результате Смоленско-Рославльской операции советская армия продвинулась на 135—145 км, завершила освобождение Смоленской области, а также положила начало освобождению БССР. Активные действия войск Западного фронта оказали существенную помощь войскам, развернувшим с конца августа Битву за Днепр, а также войскам Брянского фронта, проводившим Брянскую операцию. Особо отличившимся в боях семидесяти соединениям и частям Западного фронта были присвоены почётные наименования «Смоленские», «Рославльские», «Ярцевские».